# Edouard Suenson den yngre
Edouard Suenson den yngre, född den 26 juli 1842 i Köpenhamn, död där den 21 september 1921, var en dansk sjöofficer och företagsledare. Han var son till Edouard Suenson den äldre. 
Suenson blev 1861 löjtnant vid danska flottan och tjänstgjorde 1865-1868 i franska flottan, särskilt i Östasien, men åtog sig 1870 att upprätta Det Store Nordiske Telegraf-Selskabs förbindelse med Östasien och var 1873-1908 bolagets administrerande direktör. Han blev 1901 kammarherre och var 1908-1915 ordförande i Telegrafselskabets styrelse.

## Utmärkelser
- Dannebrogsmännens hederstecken,  1890[2]
- Förtjänstmedaljen i guld,  1900[2]
- Storkors av Dannebrogorden,  1906[2]
- Heliga skattens orden, 2:a graden

[Redigera Wikidata]